# Municipio de Custer (condado de Sanilac)
El municipio de Custer (en inglés: Custer Township) es un municipio ubicado en el condado de Sanilac en el estado estadounidense de Míchigan. En el año 2010 tenía una población de 1006 habitantes y una densidad poblacional de 10,99 personas por km².

## Geografía
El municipio de Custer se encuentra ubicado en las coordenadas 43°28′16″N 82°48′27″O / 43.47111, -82.80750. Según la Oficina del Censo de los Estados Unidos, el municipio tiene una superficie total de 91.53 km², de la cual 91,5 km² corresponden a tierra firme y (0,03 %) 0,03 km² es agua.

## Demografía
Según el censo de 2010, había 1006 personas residiendo en el municipio de Custer. La densidad de población era de 10,99 hab./km². De los 1006 habitantes, el municipio de Custer estaba compuesto por el 96,12 % blancos, el 0,1 % eran afroamericanos, el 0,4 % eran amerindios, el 0,6 % eran asiáticos, el 0,99 % eran de otras razas y el 1,79 % eran de una mezcla de razas. Del total de la población el 5,67 % eran hispanos o latinos de cualquier raza.